# BNP Paribas Open 2012
Мастерс Індіан-Веллс 2012 (також відомий під назвою Мастерс Індіан-Веллс 2012) - чоловічий і жіночий тенісний турнір, що проходив на відкритих кортах з твердим покриттям Indian Wells Tennis Garden в Індіан-Веллсі (США). Це був 39-й за ліком Мастерс Індіан-Веллс серед чоловіків і 24-й - серед жінок. Належав до категорії Мастерс у рамках Туру ATP 2012 і серії Premier Mandatory в рамках Туру WTA 2012. Тривав з 5 до 18 березня 2012 року.

## Переможці

### Чоловіки. Одиночний розряд

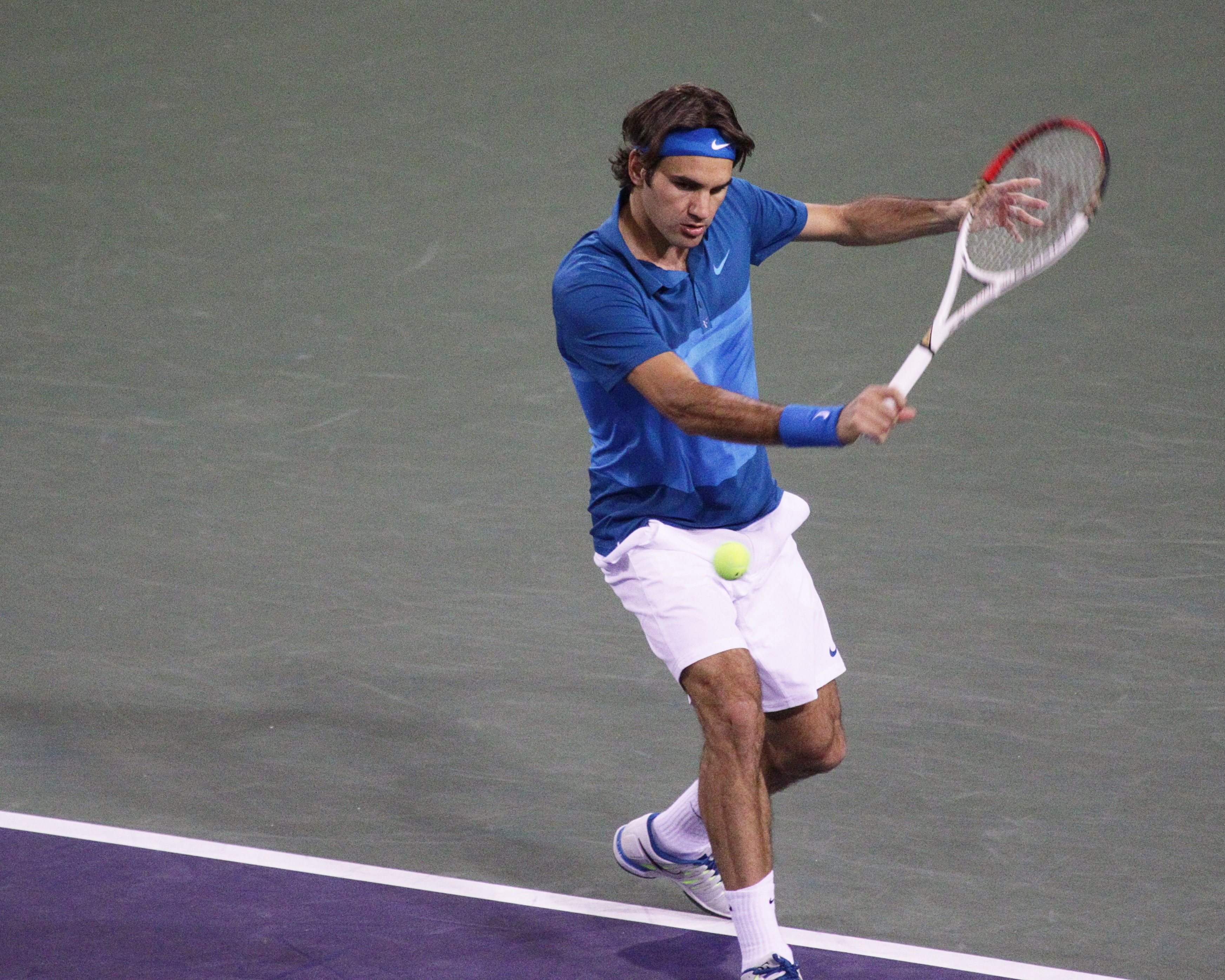
Роджер Федерер здобуває рекордний, 4-й титул в Indian Wells.

- Роджер Федерер —  Джон Ізнер, 7–6(9–7), 6–3
- Для Федерера це був 3-й титул за сезон і 73-й - за кар'єру. Це був його 4-й титул в Indian Wells після 2004, 2005 і 2006 років. Це був його 19-й титул Мастерс і за цим показником він зрівнявся з рекордом Рафаеля Надаля.

### Одиночний розряд. Жінки
- Вікторія Азаренко —  Марія Шарапова, 6–2, 6–3.
- Для Азаренко це був 4-й титул за сезон і 12-й — за кар'єру. Тепер її співвідношення виграшів до поразок за той сезон становило 23–0. Це був її титул Premier Mandatory за кар'єру і 7-й титул Premier.

### Парний розряд. Чоловіки
- Марк Лопес /  Рафаель Надаль —  Джон Ізнер /  Сем Кверрі, 6–2, 7–6(7–3)

### Парний розряд. Жінки
- Лізель Губер /  Ліза Реймонд —  Саня Мірза /  Олена Весніна, 6–2, 6–3.

## Очки і призові

### Нарахування очок
| Стадія                 | Чоловіки, одиночний розряд | Чоловіки, парний розряд | Жінки, одиночний розряд | Жінки, парний розряд |
| ---------------------- | -------------------------- | ----------------------- | ----------------------- | -------------------- |
| Чемпіон                | 1000                       | 1000                    | 1000                    | 1000                 |
| Фіналіст               | 600                        | 600                     | 700                     | 700                  |
| півфінал               | 360                        | 360                     | 450                     | 450                  |
| чвертьфінал            | 180                        | 180                     | 250                     | 250                  |
| 1/8 фіналу             | 90                         | 90                      | 140                     | 140                  |
| 1/16 фіналу            | 45                         | 10                      | 80                      | 5                    |
| 1/32 фіналу            | 25 (10)                    | –                       | 50 (5)                  | –                    |
| 1/64 фіналу            | 10                         | –                       | 5                       | –                    |
| кваліфаєр              | 16                         | –                       | 30                      | –                    |
| фіналіст кваліфікації  | 8                          | –                       | 20                      | –                    |
| 1-й раунд кваліфікації |                            | –                       | 1                       | –                    |

### Призові гроші
Всі гроші подано в доларах США
| Стадія               | Чоловіки, одиночний розряд | Чоловіки, парний розряд | Жінки, одиночний розряд | Жінки, парний розряд |
| -------------------- | -------------------------- | ----------------------- | ----------------------- | -------------------- |
| Чемпіон              | $1,000,000                 | $241,000                | $1,000,000              | $241,000             |
| Фіналіст             | $500,000                   | $121,000                | $500,000                | $121,000             |
| півфінал             | $200,000                   | $55,000                 | $200,000                | $55,000              |
| чвертьфінал          | $100,000                   | $27,041                 | $100,000                | $27,041              |
| 1/8 фіналу           | $43,520                    | $14,259                 | $43,520                 | $14,259              |
| 1/16 фіналу          | $23,291                    | $7,632                  | $23,291                 | $7,632               |
| 1/32 фіналу          | $12,725                    | –                       | $12,725                 | –                    |
| Раунд 96-ти          | $7,709                     | –                       | $7,709                  | –                    |
| Фінал кваліфікації   | $2,296                     | –                       | $2,296                  | –                    |
| 1 раунд кваліфікації | $1,175                     | –                       | $1,175                  | –                    |